# سوگاه
سوگاه، روستایی از توابع بخش رودبار شهرستان قزوین در استان قزوین ایران است.

## جمعیت
این روستا در دهستان رودبار شهرستان قرار دارد و براساس سرشماری مرکز آمار ایران در سال ۱۳۹۵، جمعیت آن ۲۴۴ نفر بوده‌است.

## زبان
زبان مادری مردم سوگاه تاتی است.